# Spam telefónico
Spam telefónico son las llamadas a teléfono fijo o móvil con fines comerciales. Se suele realizar sin petición ni autorización previa, además, es característico por la molestia, reiteración e incluso acoso que pueden llegar a causar.
Muchas son las empresas que hacen uso de esta agresiva estrategia comercial para la obtención de nuevos clientes. El "spam" telefónico está relacionado con empresas de telecomunicación, entidades bancarias, compañías eléctricas o agencias de seguros.
En 2008 el Centro de Investigaciones Sociológicas (CIS) concluyó que el 68,2 % de los encuestados había recibido al menos una vez una llamada de este tipo procedente de empresas con las que no tiene relación alguna. En 2012 la Oficina de Atención a los Usuarios de Telecomunicaciones recibió alrededor de 153 000 llamadas, número que se ha visto reducido con respecto al 2009 con 240 000 llamadas. El índice de las denuncias resueltas en 2012 fue del 28 % y en el 71 % de los casos el usuario ha salido ganando.

## Formas de "spam" telefónico
La Agencia Española de Protección de Datos (AEPD) refleja que el 53% de las compañías investigadas usan las guías telefónicas para la obtención de los datos personales. Concretamente, con los números de teléfonos móviles la selección de destinatarios se realiza teniendo en cuenta los rangos de numeración de los operadores de la competencia con lo que la compañía elabora de forma secuencial listados de números móviles que reparte entre los teleoperadores, para ofrecerles una oferta más suculenta a la que tiene actualmente, a esta práctica se le denomina como "Cold calling". Aunque exista cierto vacío legal en la obtención, por este método, de números de teléfono puesto que la Audiencia Nacional afirma que el uso de números de teléfono no vinculados a una persona concreta, no son considerados datos personales, y por tanto, no puede estar regulada o controlada bajo al régimen de la Ley Orgánica de Protección de Datos (LOPD).
El envío masivo de mensajes SMS (Short Message Service) o MMS (Multimedia Messaging Service) masivo para comunicaciones comerciales es realizado mayoritariamente por terceras entidades y se considera ilícito. Proviene de corporaciones que se encargan de asociar el tráfico y poseen capacidad para enviar grandes cantidades de mensajes. Su ubicación suele ser en países alejados de la Unión Europea, lo que dificulta su investigación y sanción. Las operadoras de telefonía realizan controles para impedir el envío masivo de mensajes cortos publicitarios no solicitados mediante parámetros para detectar mensajes masivos con idéntica extensión de caracteres, la cantidad del envío que sobrepase las pautas habituales de consumo, etcétera.
Otro medio por el cual se recibe "spam" telefónico podría ser WhatsApp.
En 2021, la AEPD, la principal agencia de protección de datos de España, informó de un aumento significativo en el número de quejas de protección de datos presentadas. La agencia recibió un total de 13,905 quejas, lo que representa un aumento del 35% en comparación con el año anterior. Al incluir casos transfronterizos, acciones iniciadas por la agencia y brechas de seguridad transferidas para su inspección, el número asciende a 14,571. El número de quejas resueltas en 2021 también aumentó un 35%, con un total de 14,098 casos resueltos, en comparación con 10,443 en 2021.
En 2024, el Instituto Nacional de Defensa de la Competencia y de la Protección de la Propiedad Intelectual de Perú, indicó que 4 de 10 encuestados reciben cuatro llamadas no deseadas al día.

## Medidas de protección

### España
En marzo de 2014 entró en vigor la revisión de Ley General para la Defensa de Consumidores y Usuarios para asegurar la protección de los usuarios. Entre las nuevas medidas de control están: la prohibición de las llamadas telefónicas entre las 21:00 y las 9:00 ya sea entre semana, y no podrán realizarse ni en fines de semana ni en días festivos, también, el comercial que realice la llamada debe identificarse y decir el nombre de la empresa a la que pertenece y el número en ningún caso podrá aparecer como oculto o privado y si el usuario así lo desea tiene el derecho a negarse a recibir más ofertas y obtener un número que le sirva de referencia para demostrar dicha oposición. El consumidor debe ser el que autorice el empleo del sistema automatizado de llamadas con grabaciones de voz que podrá ser revocado en cualquier momento si así lo desea, así como el tratamiento de nuestros datos para fines de índole comercial. Hoy día sigue prevaleciendo la impunidad de las empresas de telecomunicación debido a las leves sanciones en las que se incurre con el incumplimiento de la ley.
Por otra parte existen asociaciones como Organización de Consumidores y Usuarios (OCU) y FACUA-Consumidores en Acción que animan a la denuncia y ofrecen soluciones contra esta técnica de carácter abusivo, como por ejemplo, campañas en las redes sociales y modelos de reclamación para las víctimas que se hayan sentido perseguidas por las compañías, las cuales serán enviadas a la Agencia Española de Protección de Datos (AEPD), máxima responsable para asegurar que se cumpla la ley establecida. FACUA ha llegado a tener en cuenta las molestias que causa el "spam" telefónico incluyéndolo desde 2010 entre las cinco categorías para buscar la peor empresa del año.
Las Listas Robinson o ficheros de exclusión creada por la Asociación Española de Economía Digital son otro instrumento, que está dentro de la Ley Orgánica de Protección de Datos, con el que servirse a la hora de defenderse de estas prácticas abusivas. Consiste en la suscripción de forma gratuita en su página web para permitirte hacer saber a las empresas que tú no quieres ser objeto de publicidad y ofertas de ningún tipo, ya sea via correo electrónico, teléfono o correo postal, el periodo de suscripción puede llevar hasta tres meses de espera. Si el usuario inscrito en la Lista Robinson recibe alguna oferta publicitaria puede denunciar ante la Agencia de Protección de Datos que puede abrir un expediente o sancionar a la empresa creadora de la publicidad llegando a pagar multas de alrededor de 60.000 de euros. El 80 % de los inscritos rechazan recibir publicidad vía teléfono.
La Agencia Española de Protección de Datos hace públicas las multas impuestas a empresas por el incumplimiento de la ley. En 2014, se eliminaron 33 números de SMS Premium.

### Perú
En 2025, se estableció en una nueva ley que las empresas cuenten un formulario atender llamadas no deseadas de las personas. Las solicitudes deben ser atendidas por las empresas.

### Otras fuentes
- "Harto de llamadas imprevisibles como el spam telefónico". ABC. 9 de julio de 2014.
- "Derechos de los consumidores frente al spam telefónico y las facturas en papel". 20minutos. Consultado el 22 de octubre de 2014.
- "El spam telefónico premium, el más sofisticado y dañino". ABC. 1 de marzo de 2015.
- "Adiós al spam telefónico y los números ocultos". cuartopoder. 21 de junio de 2014.
- "La Guardia Civil desmantela la mayor red de 'spam telefónico'". El País. 22 de octubre de 2013.
- "Multas de hasta 600.000 euros por el spam telefónico". El País. 19 de febrero de 2014.
- "Ley de protección de datos personales y garantía de los derechos digitales". Notariado.org. Consultado el 9 de julio de 2015.
- "Ley de servicios de la sociedad de la información y de comercio electrónico". Notariado.org. Consultado el 22 de octubre de 2014.